# Sienna Miller
Pour les articles homonymes, voir Miller.
Sienna Miller [siˈɛnə ˈmɪlɚ] est une actrice, styliste et mannequin américano-britannique, née le 28 décembre 1981 à New York, (État de New York, États-Unis).
Elle est principalement connue pour ses rôles dans Layer Cake (2004), Irrésistible Alfie (2004), Factory Girl (2006), Interview (2007), The Edge of Love (2008), G.I. Joe : Le Réveil du Cobra (2009), Just Like a Woman (2012), American Sniper (2014) et The Lost City of Z (2016).

## Biographie

### Jeunesse et mannequinat
Sienna Rose Diana Miller naît le 28 décembre 1981 à New York, (État de New York, États-Unis). Sa mère, Josephine, Britannique d'origine sud-africaine, est un ancien mannequin. Son père, Edwin Miller, est un banquier américain devenu revendeur d'art chinois. À la suite du divorce de ses parents, elle s'installe, à l'âge d'un an, avec sa famille à Londres.
Elle a une sœur, Savannah et deux demi-frères, Charles et Stephen. Elle a étudié à la Heathfield St Mary's School d'Ascot, puis à l'institut de Lee Strasberg pendant un an, à New York. Elle utilise un passeport britannique, et a acquis son premier permis de conduire dans les Îles Vierges des États-Unis, parce qu'il était plus facile d'y être admissible, et qu'il lui permettait de conduire à la fois aux États-Unis et au Royaume-Uni
Elle accède à la célébrité en faisant du mannequinat. Elle signe d'abord un contrat avec l'agence Select Model Management (en), à Londres. Elle prête ensuite son image à Coca-Cola ou au magazine italien Vogue. Elle pose également nue dans le Calendrier Pirelli de 2003.

### Vie privée
En 2001, elle fréquente brièvement l'acteur britannique Orlando Bloom,. 
En décembre 2003, elle entame une relation avec l'acteur britannique Jude Law, avec qui elle se fiance le 25 décembre 2004. 
Le 8 juillet 2005, Jude Law avoue avoir trompé Sienna Miller avec la nounou de ses enfants et présente des excuses publiques. Malgré plusieurs tentatives pour sauver leur couple, ils se séparent en novembre 2006. 
D’août 2007 à juin 2008, elle fréquente l'acteur britannique Rhys Ifans,,. De juillet 2008 à mai 2009, elle a une relation avec l'acteur américain Balthazar Getty, qui était toujours marié à l'époque,. 
En décembre 2009, elle se remet en couple avec son ex-fiancé Jude Law. Cependant, ils se séparent à nouveau en février 2011.
En mars 2011, elle devient la compagne de l'acteur britannique Tom Sturridge, avec qui elle se fiance en décembre 2011. Ensemble, ils ont une fille appelée Marlowe Ottoline Layng Sturridge (née le 7 juillet 2012),. 
Le couple annonce leur séparation en juillet 2015.
De 2016 à 2017, elle est en couple avec le réalisateur américain Bennett Miller,, qui l'a dirigée dans Foxcatcher.
De 2019 à 2020, elle a eu une relation avec Lucas Zwirner.
Depuis 2022, elle est en couple avec le mannequin Oli Green, son cadet de 15 ans. En janvier 2024, elle donne naissance à une seconde fille.

## Carrière

### Progression discrète au cinéma (2001-2008)
En 2001, Sienna Miller fait ses débuts d'actrice dans le film South Kensington aux côtés de Rupert Everett et Elle Macpherson. Elle enchaîne ensuite quelques petits rôles en Angleterre, avant d'intégrer en 2003 la distribution principale de la série télévisée américaine, tournée à Londres, Keen Eddie. Le programme s'arrête néanmoins au bout d'une seule saison, en 2004.
Cette même année, elle est néanmoins à l'affiche de plusieurs films britanniques : elle donne la réplique à Jude Law dans le remake du film Alfie le dragueur, la comédie dramatique Irrésistible Alfie. Puis évolue aux côtés de Daniel Craig dans le thriller d'action Layer Cake, première réalisation acclamée de Matthew Vaughn. En 2005, pour la romance dramatique Casanova de Lasse Hallström, c'est Heath Ledger qu'elle a pour partenaire.
Elle enchaîne avec deux films indépendants dont elle est la tête d'affiche : en incarnant Edie Sedgwick dans le biopic Factory Girl, sorti le 29 décembre 2006, puis en jouant les icônes mystérieuses et sexy en 2007 pour Interview, réalisation de l'acteur américain Steve Buscemi. Matthew Vaughn la recrute pour son second film, et premier projet américain, le blockbuster fantastique Stardust, le mystère de l'étoile.
C'est par sa vie personnelle qu'elle fait surtout parler d'elle : affichant souvent un style vestimentaire appelé boho chic lors de ses apparitions publiques, son look est régulièrement comparé à celui du mannequin Kate Moss.  En 2006, elle finit ainsi par signer un contrat de deux ans avec la marque de vêtements Pepe Jeans.

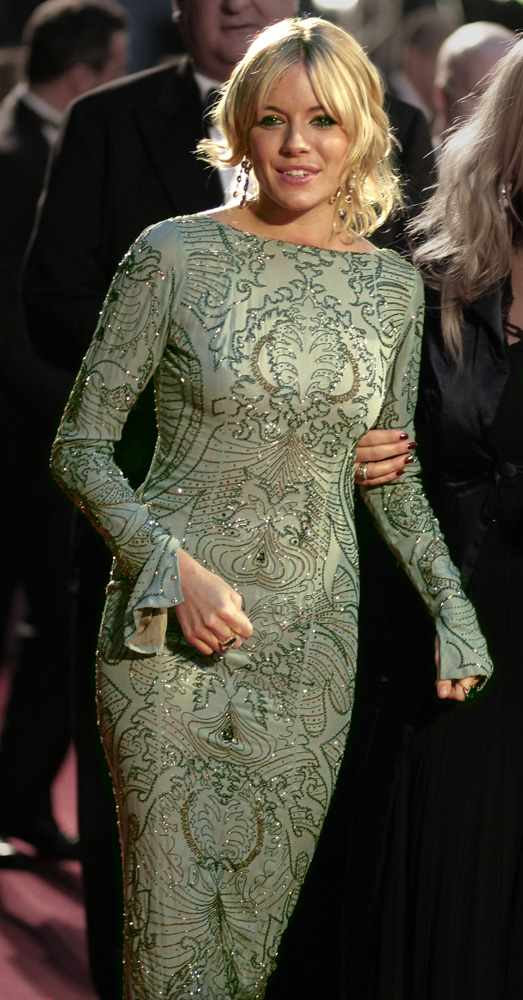
Sienna Miller lors des British Academy of Film and Television Arts en février 2007.

En 2008, elle enchaîne trois films qui passent inaperçus : les comédies dramatiques Les Mystères de Pittsburgh, de Rawson Marshall Thurber, et Camille, avec James Franco, et le biopic The Edge of Love, de John Maybury, dont elle partage l'affiche avec la star anglaise Keira Knightley.

### Percée internationale (2009-2013)
En 2009, elle se tourne vers une production ouvertement commerciale : le blockbuster G.I. Joe : Le Réveil du Cobra, qui fonctionne au box-office, mais est mal accueilli par la critique. L'actrice décroche même le Razzie Award 2010 de la pire actrice. Elle ne participe donc pas à la suite, mise en chantier immédiatement, et s'investit dans des projets plus modestes.
En 2012, elle se contente de porter le film indépendant canadien Yellow, de Nick Cassavetes, qui passe inaperçu, et d'un rôle secondaire dans la comédie française Nous York aux côtés de Leïla Bekhti et Géraldine Nakache, sortie en salles le 7 novembre 2012. Elle reste dans le giron européen pour le téléfilm franco-britannique Just Like a Woman, réalisé par Rachid Bouchareb.
Elle revient aux États-Unis, d'abord en jouant le rôle-titre du téléfilm de la chaîne câblée HBO The Girl, retraçant les difficiles relations de Tippi Hedren avec Alfred Hitchcock, puis avec un petit rôle dans la comédie romantique indépendante Tout pour lui plaire, de Kat Coiro, sortie en 2013. Si le second connaît une sortie confidentielle, et est mal reçu par la critique, le premier est complètement éclipsé par le film de cinéma Hitchcock, avec Scarlett Johansson dans le rôle de Janet Leigh. Son incarnation de Tippi Hedren lui vaut néanmoins quelques nominations, dont une aux BAFTA et aux Golden Globes.
Parallèlement, elle peut toujours compter sur le mannequinat : depuis juillet 2010, elle est le visage des parfums BOSS Orange et de BOSS Orange Sunset d'Hugo Boss. Et en 2013, elle devient l'égérie de la marque française Caroll,.

### Seconds rôles exposés (2014-2018)

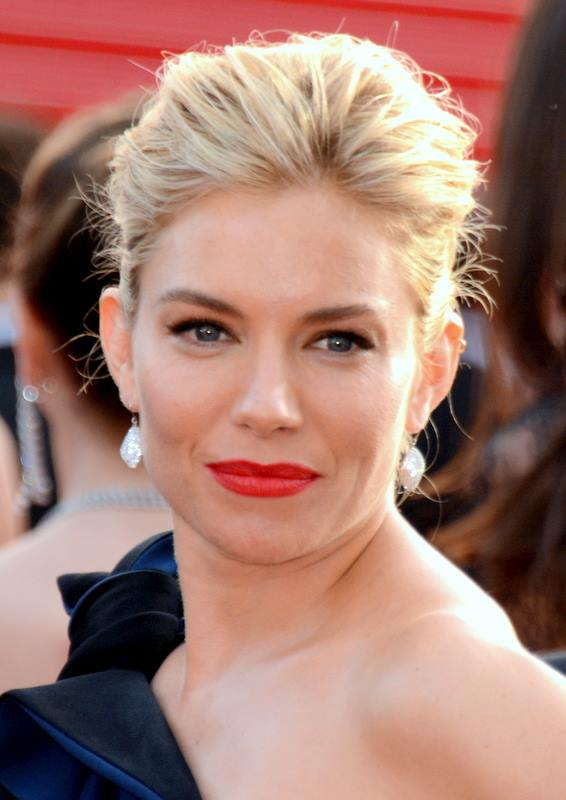
L'actrice, membre du jury du Festival de Cannes 2015.

L'adoubement critique consécutif à Hitchcock lui permet de participer à des projets plus ambitieux, mais pour des rôles secondaires : d'abord en participant au drame psychologique de Bennett Miller, multi-nommé aux Oscars, Foxcatcher, porté par Steve Carell, Channing Tatum et Mark Ruffalo ; puis en prenant les traits de Taya Renae Kyle, femme du célèbre tireur d'élite américain Chris Kyle, joué par Bradley Cooper, dans le drame militaire American Sniper de Clint Eastwood, un succès commercial sur le territoire nord-américain.
En 2015, elle fait partie du jury des longs-métrages du festival de Cannes sous la présidence de Joel et Ethan Coen, aux côtés des actrices Rossy de Palma et Sophie Marceau, de la chanteuse Rokia Traoré, de l'acteur Jake Gyllenhaal et des réalisateurs Guillermo del Toro et Xavier Dolan. 
Cette année s'avère plus contrastée : le drame High-Rise de Ben Wheatley avec Tom Hiddleston dans le rôle principal, est éreinté par la critique, tandis que la comédie dramatique À vif ! de John Wells, pour lequel elle a de nouveau pour partenaire Bradley Cooper, est un échec commercial. En revanche, le drame indépendant Mississippi Grind, porté par le tandem Ben Mendelsohn/Ryan Reynolds, écrit et réalisé par Anna Boden et Ryan Fleck, reçoit un accueil critique extrêmement positif.
En 2017, elle est à l'affiche du thriller d'époque Live by Night, long-métrage avec Ben Affleck, entourée notamment de Zoe Saldana et Elle Fanning.
L'année suivante, elle tente de s'imposer comme tête d'affiche, en portant le drame écrit et réalisé par James Toback, The Private Life of a Modern Woman, où elle est secondée par Alec Baldwin. Mais les critiques sont mauvaises. La même année, elle fait partie du casting entourant Paul Rudd pour le thriller The Catcher Was a Spy. Mais là encore, c'est un flop.

### Nouveau tournant (2019-présent)
En 2019, elle fait partie du casting de la mini-série The Loudest Voice, avec Russell Crowe et Naomi Watts. Elle est également tête d'affiche dans le film indépendant American Woman de Jake Scott avec Christina Hendricks. Le film est diffusé lors du Festival de cinéma Américain de Deauville 2019. Les critiques sont positives 
En 2020, elle est second rôle dans le thriller Manhattan Lockdown, aux côtés de Taylor Kitsch et Chadwick Boseman.
En 2022, elle est l'héroïne d'une mini-série médiatisée sur Netflix, Anatomie d’un scandale aux côtés de Michelle Dockery et de Rupert Friend et adaptée du roman éponyme de Sarah Vaughan. En 2023, c'est au sein du casting international d'Extrapolations qu'on la retrouve.
2024 marque son retour dans le film évènement de Kevin Costner, Horizon, premier d'une saga composée de trois films et ovationnée au Festival de Cannes 2024.

### Styliste et créatrice de mode

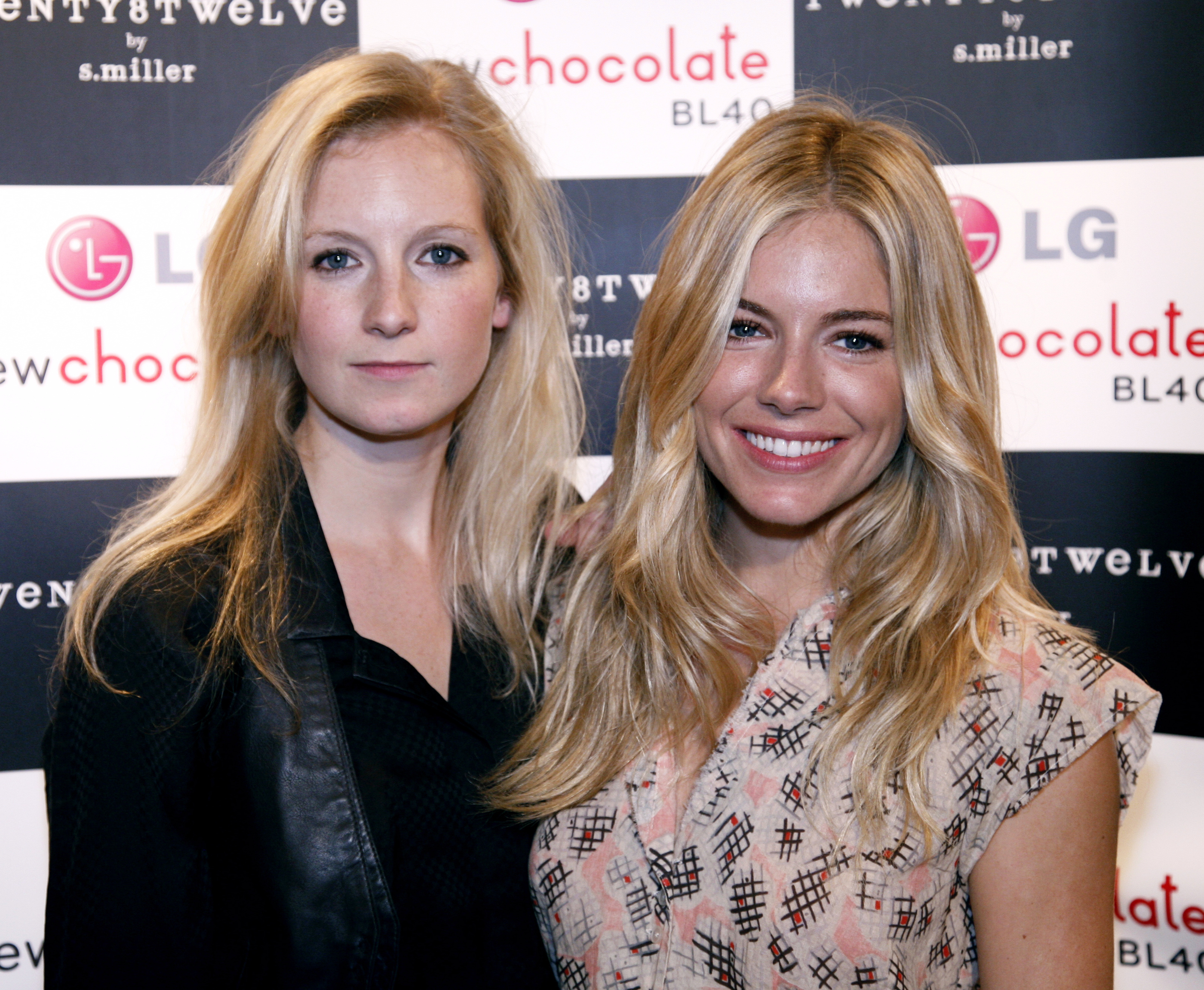
Aux côtés de sa sœur Savannah, en septembre 2009.

En 2006, Sienna Miller est pressentie pour être styliste pour la marque Pepe Jeans, mais le projet est annulé afin qu'elle puisse monter son propre label de mode, Twenty8Twelve. Elle le nomme ainsi d'après sa date de naissance, et il est financé par Pepe Jeans. Sa collection est conçue avec l'aide de sa sœur Savannah.

### Philanthropie
Sienna Miller est l'ambassadrice globale de l'ONG International Medical Corps. Elle a voyagé en République démocratique du Congo en avril 2009 et a ouvert un blog afin de partager son expérience. Elle est également l'ambassadrice de la fondation pour l'enfance Starlight en Grande-Bretagne.

## Filmographie

### Cinéma

#### Longs métrages
- 2001 : South Kensington de Carlo Vanzina : Sharon
- 2002 : The Ride de Gaby Dellal : Sara
- 2002 : High Speed de Jeff Jensen : Savannah
- 2004 : Layer Cake de Matthew Vaughn : Tammy
- 2004 : Irrésistible Alfie (Alfie) de Charles Shyer : Nikki
- 2005 : Casanova de Lasse Hallström : Francesca Bruni
- 2006 : Factory Girl de George Hickenlooper : Edie Sedgwick
- 2007 : Interview de Steve Buscemi : Katya
- 2007 : Stardust, le mystère de l'étoile (Stardust) de Matthew Vaughn : Victoria
- 2008 : Les Mystères de Pittsburgh (The Mysteries of Pittsburgh) de Rawson Marshall Thurber : Jane Bellwether
- 2008 : The Edge of Love de John Maybury : Caitlin Macnamara
- 2008 : Camille de Gregory Mackenzie : Camille Foster
- 2008 : Kis Vuk (A Fox's Tale) de György Gát (en) et János Uzsák : Darcey (voix)
- 2009 : G.I. Joe : Le Réveil du Cobra (G.I. Joe: Rise of Cobra) de Stephen Sommers : Ana Lewis / Anastascia DeCobray / The Baroness
- 2010 : Hippie Hippie Shake de Beeban Kidron : Louise Ferrier
- 2011 : Two Jacks de Bernard Rose : Diana
- 2012 : Yellow de Nick Cassavetes : Xanne
- 2012 : Nous York de Géraldine Nakache et Hervé Mimran : La star de cinéma
- 2013 : Tout pour lui plaire (A Case of You) de Kat Coiro : Sarah
- 2014 : Foxcatcher de Bennett Miller : Nancy Schultz
- 2014 : American Sniper de Clint Eastwood : Taya Renae Kyle
- 2015 : À vif ! (Burnt) de John Wells : Helen
- 2015 : Jet Lag de Ken Scott : Chuck Portnoy
- 2015 : Strictly Criminal (Black Mass) de Scott Cooper : Catherine Greig (scènes coupées)
- 2015 : High-Rise de Ben Wheatley : Charlotte Melville
- 2016 : Under Pressure (Mississippi Grind) d'Anna Boden et Ryan Fleck : Simone
- 2017 : Live by Night de Ben Affleck : Emma Gould
- 2017 : The Lost City of Z de James Gray : Nina Fawcett
- 2018 : The Catcher Was a Spy de Ben Lewin : Estella Huni
- 2019 : American Woman de Jake Scott : Debra Callahan
- 2020 : Manhattan Lockdown (21 Bridges) de Brian Kirk : Frankie Burns
- 2020 : Wander Darkly de Tara Miele : Adrienne
- 2023 : My Mother's Wedding (North Star) de Kristin Scott Thomas : Victoria
- 2024 : Horizon : Une saga américaine, chapitre 1 (Horizon: An American Saga – Chapter 1) de Kevin Costner : Frances Kittredge
- 2024 : Horizon : Une saga américaine, chapitre 2 (Horizon: An American Saga – Chapter 2) de Kevin Costner : Frances Kittredge
- Prévu en 2026 : Madden de David O. Russell : Carol

#### Courts métrages
- 2016 : So Good to See You de Duke Merriman : Frances
- 2016 : The Tale of Thomas Burberry d'Asif Kapadia : Sara

### Télévision

#### Séries télévisées
- 2002 : The American Embassy : Babe
- 2002 : Bedtime : Stacey
- 2003 - 2004 : Keen Eddie : Fiona Bickerton
- 2019 : The Loudest Voice : Beth Ailes
- 2022 : Anatomie d’un scandale (Anatomy of a Scandal) : Sophie Whitehouse
- 2023 : Extrapolations : Rebecca

#### Téléfilms
- 2012 : The Girl de Julian Jarrold : Tippi Hedren
- 2012 : Just like a woman de Rachid Bouchareb : Marilyn

## Distinctions

### Récompenses
- 2007 : Lauréate du Prix EMA Futures aux Environmental Media Awards
- 2009 : ShoWest Awards de la meilleure actrice dans un second rôle dans un drame biographique pour The Edge of Love
- 2010 : Pire actrice dans un second rôle dans un film d'action pour G.I. Joe à la 30e cérémonie des Razzie Awards
- 2012 : meilleure interprétation féminine pour Just like a woman au Festival de la fiction TV de La Rochelle[31].
- 2015 : Harper's Bazaar Women of the Year Awards de l'actrice de l'année dans un drame biographique pour American Sniper, dans un drame pour Under Pressure (Mississippi Grind) et dans une comédie dramatique pour À vif ! (Burnt)

### Nominations
- 2013 : BAFTA : Meilleure actrice pour The Girl

## Voix francophones
En France, Ingrid Donnadieu et Céline Mauge sont les voix régulières en alternance de Sienna Miller. 
Au Québec, elle est régulièrement doublée par Catherine Proulx-Lemay.